# 안티고노스 2세 마타티아스
안티고노스 2세 마티아스(Antigonus II Mattathias, 히브리어: מתתיהו אנטיגונוס השני, 재위: 기원전 40년 - 기원전 37년)는 고대 이스라엘을 통치한 하스몬 왕조의 마지막 왕 대제사장이다. 아리스토불로스 2세의 아들.

## 즉위전
기원전 63년 아버지 아리스토불로스 2세가 요한 히르카노스 2세와 다투다 로마 장군 그나에우스 폼페이우스에 의해 퇴위당하자 아버지 및 자매와 함께 안티고노스는 로마로 보내졌다.아버지와 함께 한 차례 탈옥해 유대에서 반란을 일으켰으나 진압됐다.안티고노스와 자매들은 유대에 남도록 허락받았다.그 사이 안티고노스의 형제 알렉산드로스는 종종 로마와 히르카노스 2세에게 반발해 반란을 일으켰으나 아우루스 가비니우스에게 패배했다.
기원전 49년 가이우스 율리우스 카이사르가 로마에서 실권을 잡자 카이사르는 아리스토불로스 2세를 석방해 유대로 향하게 했으나 폼페이우스파에 독살됐다.알렉산드로스도 폼페이우스의 명령으로 안티오키아에서 참수됐다.안티고노스는 폼페이우스 몰락 후 힐카노스와 그의 오른팔 안티파트로스를 카이사르에게 호소했지만 받아들여지지 않았다.

## 파르티아와의 동맹과 왕권 탈취
기원전 40년 안티고노스는 파르티아와 동맹해 왕위 탈취를 노렸다.파르티아의 태수 바르자흐라네스, 왕자 파코로스는 안티고노스의 요구에 따라 시리아로 진출했다.안티파트로스의 아들 헤로데와 파사에로스는 안티고노스군을 요격했지만 파코로스에 속은 파사에로스와 힐카노스 2세는 바르자플라네스를 찾았다가 붙잡히고 말았다.헤로데는 친족들을 데리고 예루살렘을 탈출해 마사다, 이어 이집트를 통해 로마로 망명했다.파르티아군은 예루살렘을 점령해 약탈하고 안티고노스를 왕위에 올렸다.안티고노스는 히르카노스의 귀를 베어내어 대제사로 복위하지 못하게 했다.파사에로스는 자해했다(독살이라고도 한다).

## 죽음과 하스몬 왕조의 종언
기원전 40년경 헤로데는 마르쿠스 안토니우스의 지원을 받아 원로원에서 유대의 왕으로 지명돼 시리아를 거쳐 유대로 향했다.헤로데는 마사다에 남은 친족을 구출해 예루살렘을 압박했다.헤로데의 동생 요세푸스가 전사하는 등 치열한 전투가 계속됐지만 시리아 총독 소시오스의 원군 덕분에 헤로데 측에 전세는 우위가 됐다.기원전 37년 9월 예루살렘은 함락됐고 안티고노스는 소시오스에게 항복했다.안티고노스는 구명을 탄원했지만 소시오스는 그를 안티고네(안티고노스의 여성명)라고 부르며 비웃고 포박했다.안티고노스는 안토니우스에게 인도될 수 있도록 안티오키아로 보내져 참수당했다.안티고노스가 죽은 뒤 헤로데가 헤로데 왕조를 열었고, 하스몬 왕조는 멸망했다.